# Sangju Sangmu FC
Der Sangju Sangmu FC ist ein Fußballfranchise aus Sangju, Südkorea. Das Franchise spielt in der K League 1, der höchsten Spielklasse Südkoreas.

## Geschichte

### Vorgeschichte (1984–2010)

Das Logo des Vorgängervereins

Gegründet wurde der Verein ursprünglich 1984 als halbprofessioneller Sangmu FC. Bis 1983 existierten in Südkorea verschiedene Militärvereine – diese sollten im Sangmu FC zusammengeschlossen werden. 2003 ging aus dem Sangmu FC der professionelle Gwangju Sangmu FC hervor, damit professionelle Spieler, die ihre Wehrpflicht leisteten, auf gleichem Niveau weiterspielen konnten. Sportliche Erfolge konnten in Gwangju nicht erreicht werden. Der Verein beendete die Spielzeiten in der Regel auf den hinteren Platzierungen. Mitte 2010 entschied die Stadtverwaltung einen eigenen Profiverein gründen zu wollen, weshalb der Verein Ende 2010 die Stadt verlassen musste.

### Gründung (2011)
Als neuen Standort für den Verein fand das Militär die Stadt Sangju. Das Militär unterzeichnete mit der Stadtverwaltung von Sangju einen Kooperationsvertrag, wonach der Verein sich in Sangju niederlassen konnte. Offiziell gegründet wurde der Verein am 26. Februar 2011 als Sangju Sangmu Phoenix FC. Erster Trainer des Vereins wurde Lee Su-cheol.

### Erste Spielzeiten (2011–2014)
Die Premierenspielzeit in der Liga verlief durchwachsen. Bis zum 14. Spieltag konnte sich der Verein unter den besten vier Mannschaften halten, ehe sie bis zum Saisonende bis auf Platz 14 herunterrutschten. Im Juli 2011 entließ der Verein aufgrund der sportlichen Misserfolge Lee Su-cheol und ersetzte ihn interimsmäßig durch Kim Tae-wan. Auch im Ligapokal kam der Verein nicht weit und schied schon nach der Gruppenphase aus. Im Korean FA Cup 2011 konnte der Verein zumindest einen kleinen Erfolg verzeichnen. In der 3. Hauptrunde trat man gegen den Halbprofiverein Gangneung City FC an, gegen den man sich in der Verlängerung mit 2:1 durchsetzen konnte. In der darauffolgenden Achtelfinalrunde schied man allerdings mit 1:2 gegen Ulsan Hyundai aus.
Zur Spielzeit 2012 stellte man mit Park Hang-seo einen neuen Trainer vor. Zur Spielzeit 2012 gab es zum ersten Mal Abstiegsplätze zur 2013 gegründeten K League Challenge, weshalb das Saisonziel der Klassenerhalt war. Bis zum 14. Spieltag stand der Verein über einem Abstiegsplatz. Ab den 15. Spieltag rutschte er allerdings immer wieder auf einen Abstiegsplatz. In der Abstiegsrunde schaffte es der Verein nicht mehr, gegen die direkten Abstiegskontrahenten zu gewinnen, weshalb er am Ende als Letztplatzierter mit 18 Punkten Rückstand auf den Vorletzten abstieg. Die Pokalsaison verlief ähnlich der Vorsaison. In der 3. Hauptrunde trat man erneut gegen einen Halbprofiverein an. Der Verein gewann das Spiel gegen Ulsan Hyundai Mipo Dolphins mit 2:1. In der folgenden Achtelfinalrunde verlor man allerdings gegen Daejeon Citizen mit 2:4 nach Elfmeterschießen.
Zur Premierenspielzeit der K League Challenge trat der Verein als Aufstiegsfavorit an und änderte zudem seinen Namen. Er hieß fortan Sangju Sangmu FC. Nach einem langen Kampf um Platz 1 gegen Police FC trat der Verein in der Relegation gegen Gangwon FC an, welche er mit 4:1 und 0:1 souverän gewann. Somit konnte der Verein nach einem Jahr wieder in das Oberhaus zurückkehren. Im Pokal trat der Verein als Erstligaabsteiger erst in Runde 3 an. Dort empfingen sie Mokpo City FC, welchen man mit 4:1 souverän schlagen konnte. Im Achtelfinale trat man anschließend gegen Incheon United an, gegen welches man aber mit 1:2 erneut verlor.
Zur Spielzeit 2014 trat der Verein als Aufsteiger an, weshalb das Saisonziel Klassenerhalt war. Die gesamte Spielzeit lang spielte der Verein gegen den Abstieg. Am Ende stieg man mit zwei Punkten Rückstand auf den Vorletzten erneut ab. Die Pokalsaison hingegen verlief deutlich besser. In der 3. Hauptrunde traten sie gegen die Suwon Samsung Bluewings an. Das Spiel endete 4:3 nach Elfmeterschießen. In der darauffolgenden Runde trat der Verein gegen Cheonan City FC. Das Spiel konnte der Verein mit 1:0 für sich entscheiden. Im Viertelfinale empfing man Gangwon FC, gegen den man sich mit 6:5 nach Elfmeterschießen ebenfalls durchsetzen konnte. Im Halbfinale empfing der Verein zuhause den FC Seoul. Das Spiel ging mit 0:1 durch Kim Ju-yeong verloren.

### Wiederaufstieg und knappe Klassenerhalte (2015–2019)
Die Spielzeit 2015 war ein Zweikampf um den Aufstieg zwischen Sangju Sangmu FC und Daegu FC. Am letzten Spieltag stand Sangju auf Platz 1 mit einem Punkt Vorsprung. Ein Sieg für Daegu hätte den direkten Aufstieg bedeutet. Da aber Daegu gegen Bucheon FC 1995 nicht über ein 1:1 hinauskam, stand Sangju nach den letzten Spieltag aufgrund der besseren Tordifferenz auf Platz 1 und somit als direkter Aufsteiger fest. Im Pokal schied der Verein überraschend gegen den Halbprofiverein Gyeongju KHNP FC in der 3. Hauptrunde mit 0:1 aus. Nach Ende der Spielzeit verließ Park Hang-seo den Verein. Nachfolgetrainer wurde Jo Jin-ho.
2016 stand erneut der Klassenerhalt als Saisonziel fest. Der Verein spielte eine sehr gute Saison. Am Ende der Hauptrunde stand der Verein auf Platz 6, was die Meisterschaftsrunde bedeutete. In dieser konnte allerdings der Verein keine Akzente gegen die stärkeren Vereine setzen, weshalb mit der Qualifikation zur Meisterschaftsrunde die Spielzeit auch erfolgreich beendet war. Im Pokal schied der Verein erneut überraschend aus. In der 4. Hauptrunde verlor man überraschend mit 1:2 gegen die Dankook-Universität. Jo Jin-ho wechselte nach der Spielzeit zu Busan IPark, weshalb der langjährige Co.-Trainer Kim Tae-wan diese Funktion übernahm.
In der Spielzeit 2017 konnte man an die Vorjahresleistung allerdings nicht anknüpfen. Nach Ende der Saison stand man als Vorletzter in der Relegation gegen den Play-off-Gewinner aus der 2. Liga, Busan IPark. Das Hinspiel ging mit 1:0 für Sangju aus, während das Rückspiel nach 90 Minuten mit 0:1 endete. Im anschließenden Elfmeterschießen konnte sich Sangju mit 5:4 glücklich durchsetzen. Auch im Pokal konnte an die Vorjahresleistung nicht angeknüpft werden. Im Achtelfinale trafen sie auf den Zweitligisten Bucheon FC 1995, gegen welche man mit 2:0 siegen konnte. Der Verein verlor allerdings im Viertelfinale erneut gegen Ulsan Hyundai mit 1:3 und schied somit wieder früh aus.
Auch die Spielzeit 2018 verlief nicht gut. Nach Ende der regulären Spielzeit stand man mit drei Punkten vor den Letztplatzierten auf Platz 10. Der Verein konnte sich am letzten Spieltag gegen den FC Seoul durch einen Sieg vor der Relegation retten. Im Pokal hingegen schied der Verein erneut überraschend aus. In der 4. Hauptrunde trat man gegen den Viertligisten Yangpyeong FC an und verlor im Elfmeterschießen mit 2:4.
Die Spielzeit 2019 verlief deutlich besser. Nach Ende der regulären Spielzeit stand man nur aufgrund des schlechteren Torverhältnisses auf Platz 7, womit sie knapp die Meisterschaftsrunde verpassten. In der Abstiegsrunde wurde der Verein souverän Siebter und somit der beste aus ihrer Runde. Die Pokalsaison verlief ebenfalls deutlich besser. In ihrer ersten Runde traten sie gegen Seongnam FC an. Das Spiel endete historisch mit einem 10:9-Elfmetersieg. In der darauffolgenden Runde empfing man Jeju United. Auch dieses Spiel endete historisch mit 13:12 im Elfmeterschießen für Sangju. Im Viertelfinale trat man gegen Changwon City FC an, gegen die man mit 2:1 knapp gewinnen konnte. Im Halbfinale trat man gegen Daejeon Korail FC an. Das Hinspiel endete 1:1, während das Rückspiel 2:2 regulär endete, im Elfmeterschießen aber mit 2:4 überraschend verloren ging.

### Letzte Spielzeit (2020)
Anfang 2020 gab das Militär bekannt, da sie maximal 10 Jahre hintereinander an einen Standort aktiv sein dürfen, dass die Kooperation mit der Stadt Sangju nicht weiter verlängert wird. Die Stadtverwaltung Sangjus gab kurz darauf bekannt, Pläne für einen eigenen städtischen Verein zu besitzen und diese zur Saison 2021 umsetzen zu wollen. Als Reaktion auf diese beiden Meldungen gab die K League bekannt, dass Sangju Sangmu FC als Absteiger feststeht. Der Nachfolge-Sangmu-Verein sowie der Sangju-Verein der Stadt müssen beide somit 2021 in der K League 2 antreten. Als neue mögliche Standorte für das Militär gelten Gimcheon, Gumi, Goyang, Yongin und Gimhae.

## Erfolge
- K League Challenge

Meister: 2013, 2015

## Mannschaft

### Spielerkader
Stand: 1. März 2020
| Nr.        | Spieler           | Nationalität | Bei SSFC seit |
| ---------- | ----------------- | ------------ | ------------- |
| Torhüter   |                   |              |               |
| 1          | Hwang Byeong-keun | Koreaner     | Winter 2019   |
| 21         | Lee Chang-keun    | Koreaner     | Winter 2020   |
| 31         | Choi Cheol-won    | Koreaner     | Winter 2020   |
| Abwehr     |                   |              |               |
| 2          | Bae Jae-uh        | Koreaner     | Winter 2019   |
| 3          | Lee Myeong-jae    | Koreaner     | Winter 2020   |
| 5          | Kim Dae-jung      | Koreaner     | Winter 2019   |
| 9          | Kim Jin-hyeok     | Koreaner     | Winter 2019   |
| 11         | Park Se-jin       | Koreaner     | Winter 2019   |
| 12         | Kang Sang-uh      | Koreaner     | Winter 2019   |
| 15         | Kwon Kyeong-won   | Koreaner     | Winter 2020   |
| 20         | Park Byeong-hyeon | Koreaner     | Winter 2020   |
| 24         | Lee Sang-ki       | Koreaner     | Winter 2020   |
| 27         | Ko Myeong-seok    | Koreaner     | Winter 2020   |
| Mittelfeld |                   |              |               |
| 4          | Han Seok-jong     | Koreaner     | Winter 2019   |
| 6          | Kim Seon-uh       | Koreaner     | Winter 2019   |
| 7          | Ryu Seung-woo     | Koreaner     | Winter 2019   |
| 8          | Park Yong-uh      | Koreaner     | Winter 2020   |
| 13         | Mun Chang-jin     | Koreaner     | Winter 2020   |
| 14         | Kim Min-hyeok     | Koreaner     | Winter 2019   |
| 17         | Mun Seon-min      | Koreaner     | Winter 2020   |
| 22         | Jeon Se-jin       | Koreaner     | Winter 2020   |
| 23         | Lee Dong-su       | Koreaner     | Winter 2020   |
| 25         | Ahn Tae-hyeon     | Koreaner     | Winter 2020   |
| 40         | Lee Chan-dong     | Koreaner     | Winter 2019   |
| Angriff    |                   |              |               |
| 10         | Jin Seong-uk      | Koreaner     | Winter 2019   |
| 16         | Song Seung-min    | Koreaner     | Winter 2019   |
| 18         | Oh Se-hun         | Koreaner     | Winter 2020   |
| 19         | Lee Keun-ho       | Koreaner     | Winter 2020   |
| 26         | Kim Bo-seob       | Koreaner     | Winter 2020   |

### Trainerstab
Stand: 1. März 2020
| Aktueller Trainerstab |                |
| Name                  | Funktion       |
| Kim Tae-wan           | Trainer        |
| Im Kwan-shik          | Co-Trainer     |
| Kim Tae-su            | 2. Co-Trainer  |
| Kwak Sang-deuk        | Torwarttrainer |

## Saisonplatzierung
| Saison | Liga               | Kl. | Vereine | Spiele | Pl. | S  | U  | N  | Tore  | Pkt. | KFA Cup                         | K-League-Play-Off   | Trainer                                        |
| 2011   | K League           | 1   | 16      | 30     | 14. | 7  | 8  | 15 | 36:53 | 29   | Pokal-Achtelfinale Ligapokal-GP | -                   | Lee Su-cheol (-07.2011) Kim Tae-wan (07.2011-) |
| 2012   | K League           | 1   | 16      | 44     | 16. | 7  | 6  | 31 | 29:74 | 27   | Achtelfinale                    | -                   | Park Hang-seo                                  |
| 2013   | K League Challenge | 2   | 8       | 35     | 1.  | 23 | 8  | 4  | 65:30 | 77   | Achtelfinale                    | Relegation-Gewinner | Park Hang-seo                                  |
| 2014   | K League Classic   | 1   | 12      | 38     | 12. | 7  | 13 | 18 | 39:62 | 34   | Halbfinale                      | -                   | Park Hang-seo                                  |
| 2015   | K League Challenge | 2   | 11      | 40     | 1.  | 20 | 7  | 13 | 77:57 | 67   | 3. Hauptrunde                   | -                   | Park Hang-seo                                  |
| 2016   | K League Classic   | 1   | 12      | 38     | 6.  | 12 | 7  | 19 | 54:65 | 43   | 4. Hauptrunde                   | -                   | Jo Jin-ho                                      |
| 2017   | K League Classic   | 1   | 12      | 38     | 11. | 8  | 11 | 19 | 41:66 | 35   | Viertelfinale                   | Relegation-Gewinner | Kim Tae-wan                                    |
| 2018   | K League 1         | 1   | 12      | 38     | 10. | 10 | 10 | 18 | 40:51 | 40   | 4. Hauptrunde                   | -                   | Kim Tae-wan                                    |
| 2019   | K League 1         | 1   | 12      | 38     | 7.  | 16 | 7  | 15 | 49:53 | 55   | Halbfinale                      | -                   | Kim Tae-wan                                    |
| 2020   | K League 1         | 1   | 12      | 38     | 4.  | 13 | 5  | 9  | 35:37 | 44   | Achtelfinale                    | -                   | Kim Tae-wan                                    |

| Legende                 | Legende | Legende | Legende | Legende | Legende | Legende | Legende | Legende |
| ----------------------- | ------- | ------- | ------- | ------- | ------- | ------- | ------- | ------- |
| Abstieg zum Saisonende  |         |         |         |         |         |         |         |         |
| Aufstieg zum Saisonende |         |         |         |         |         |         |         |         |

## Stadion
| Stadion | Name           | Eigentümer             | Eröffnung | Nutzungszeitraum | Nutzungszeitraum |
| Stadion | Name           | Eigentümer             | Eröffnung | Von              | Bis              |
| ------- | -------------- | ---------------------- | --------- | ---------------- | ---------------- |
|         | Sangju-Stadion | Stadtverwaltung Sangju | 1992      | 2011             | 2020             |

## Rivalität
Die Fans von Sangju Sangmu FC waren aufgrund ihrer Militär-Bedeutung mit Ansan Mugunghwa FC (Armee-Derby) verfeindet. Freundschaften pflegen sie keine.